# میستوو
میستوو (به لاتین: Mistów) یک روستا در لهستان است که در گمینا یاکوبوو واقع شده‌است. میستوو ۴۱۰ نفر جمعیت دارد.